# إيكيو كامي
إيكيو كامي هو سياسي ياباني، ولد في 1 نوفمبر 1933 في شوبارا في اليابان، وتوفي بنفس المكان في 15 مايو 2019 بسبب ذات الرئة. نشط حزبياً في الحزب الليبرالي الديمقراطي الياباني. وقد انتخب عضو مجلس المستشارين ‏ ( – 25 يوليو 2010).